# Rafik Boulaïnseur
Rafik Boulaïnseur, né le 11 décembre 1991 à Sidi Aïch (Béjaïa, Algérie), est un footballeur international algérien, qui évolue au poste d'attaquant. 
Il joue actuellement pour le club algérien du NC Magra.

## Biographie
Rafik Boulaïnseur commence sa carrière à la JSM Béjaia. Avec cette équipe il joue notamment deux matchs en Ligue des champions de la CAF, inscrivant un but face au club tchadien du Foullah Edifice. 
Il rejoint en 2012 le club du CA Batna. Avec cette équipe, il joue 14 matchs en championnat pour 3 buts inscrits. 
Boulaïnseur joue ensuite pendant 6 mois à la JS Kabylie. Puis lors de l'été 2013, il rejoint le club du MO Bejaia.

## Palmarès
- Champion d'Algérie Espoir en 2012 et avec la JSM Béjaia.
- Vainqueur de la Coupe d'Algérie Espoir en 2012 et avec la JSM Béjaia.
- Vice-champion d'Algérie en 2011 et 2012 avec la JSM Béjaia.